# To som elsker hinanden (kortfilm fra 2023)
 For alternative betydninger, se To som elsker hinanden. (Se også artikler, som begynder med To som elsker hinanden)
To som elsker hinanden er en dansk kortfilm fra 2023 instrueret af Niels Rosenkrands.

## Handling
Knud og Carsten er et ældre par der bor sammen med hunden Herman i et stort hus uden for byen. Men lige rundt om hjørnet lurer en skilsmisse. Carsten kan simpelthen ikke se dem sammen længere. Men spiller Carsten med åbne kort, når han fortæller Knud, der ikke er en anden?

## Medvirkende
- Tommy Kenter
- Lars Knutzon
- Susse Wold
- Max Hansen Jr.
- Katrine Juliane Krone
- Henrik Blauner Clausen
- Niklas Dalgaard